# Carole Caldwell Graebner

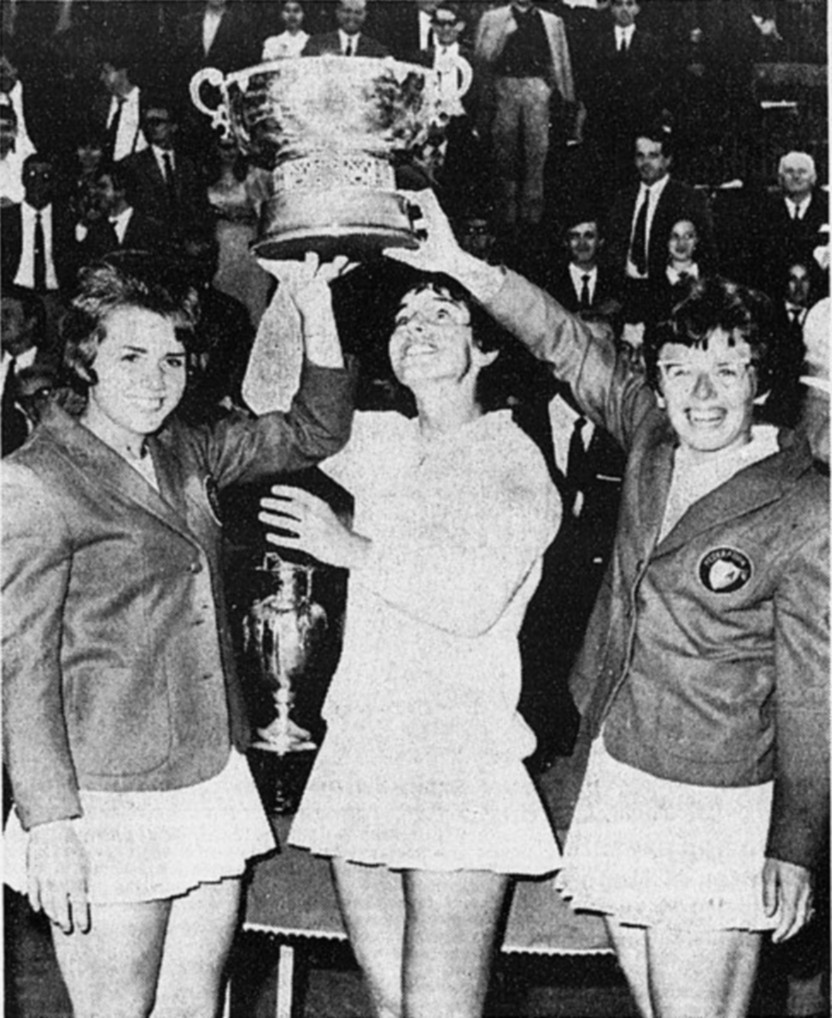
Von links nach rechts: das Fed-Cup-Team der USA mit Carole Caldwell Graebner, Julie Heldman und Billie Jean King in Turin (Italien), nach dem gewonnenen Federations Cup im Jahr 1966 gegen das Fed-Cup-Team Westdeutschlands

Carole Caldwell Graebner (* 24. Juni 1943 in Pittsburgh, Pennsylvania; † 19. November 2008 in New York City, New York) war eine US-amerikanische Tennisspielerin, die den Doppeltitel der US Open 1965 sowie der Australian Open 1966 gewann sowie 1964 im Einzelfinale der US Open stand.

## Karriere
Graebner wuchs als Einzelkind in Santa Monica auf. Erst im Alter von zehn Jahren erhielt sie ihren ersten Tennisschläger. Im darauffolgenden Jahr spielte sie in Jugendturnieren, wo sie zum ersten Mal auf Billie Jean King traf, mit der sie für den Rest ihres Lebens freundschaftlich verbunden blieb. 1959 realisierte sie erstmals die Verdienstmöglichkeiten im Tenniszirkus, und begann mit mehr Einsatz zu trainieren. Zwischen 1961 und 1965 sowie 1967 war sie in den Top Ten der US-amerikanischen Tennisspielerinnen geführt. Sie war Gründungsmitglied des Federation-Cup-Teams der USA, mit dem sie bei der ersten Austragung 1963 beim Finale in London den Titel gewinnen konnte. Zudem errang sie bei den Panamerikanischen Spielen eine Goldmedaille im Doppel.
Nach dem Ende ihrer aktiven Karriere arbeitete sie als Funktionärin im Federations Cup Komitee, Leiterin der Anzeigenabteilung beim Fachmagazin Tennis Week sowie als Radio- und Fernsehkommentatorin. Caldwell war seit 1964 mit dem Tennisprofi Clark Graebner verheiratet, mit dem sie zwei Kinder hatte. 1975 trennten sie sich, die Ehe wurde jedoch nie geschieden. Graebner lebte nahezu 40 Jahre in Manhattan, wo sie 2008 im Alter von 65 Jahren an Krebs verstarb.

## Erfolge bei Grand-Slam-Turnieren
- Australian Open – 1 Doppeltitel
- US Open – 1 Doppeltitel